# Libiąż (gemeente)
De gemeente Libiąż is een stad- en landgemeente in het Poolse woiwodschap Klein-Polen, in powiat Chrzanowski. De zetel van de gemeente is in Libiąż.
Op 30 juni 2004 telde de gemeente 22 993 inwoners.
Urbanizacja gminy: 77%.

## Oppervlakte gegevens
In 2002 bedroeg de totale oppervlakte van gemeente Libiąż 57,2 km², waarvan:
- agrarisch gebied: 44%
- bossen: 42%

De gemeente beslaat 15,4% van de totale oppervlakte van de powiat.

## Demografie
Stand op 30 juni 2004:
| Omschrijving                   | Totaal | Totaal | Vrouwen | Vrouwen | Mannen | Mannen |
| ------------------------------ | ------ | ------ | ------- | ------- | ------ | ------ |
| eenheid                        | aantal | %      | aantal  | %       | aantal | %      |
| inwoners                       | 22 993 | 100    | 11 714  | 50,9    | 11 279 | 49,1   |
| bevolkingsdichtheid (inw./km²) | 402    | 402    | 204,8   | 204,8   | 197,2  | 197,2  |

In 2002 bedroeg het gemiddelde inkomen per inwoner 1295,87 zł.

## Plaatsen
- miasto Libiąż

sołectwa:
- Gromiec
- Żarki

## Aangrenzende gemeenten
Babice, Chełmek, Chrzanów, Jaworzno, Oświęcim, Oświęcim (miasto)